# Pietra de' Giorgi
Pietra de' Giorgi (La Preda in dialetto oltrepadano) è un comune italiano di 771 abitanti della provincia di Pavia in Lombardia. Si trova nell'Oltrepò Pavese, su un colle dominante la Pianura Padana. Il comune si estende nella valle del torrente Scuropasso.

## Storia

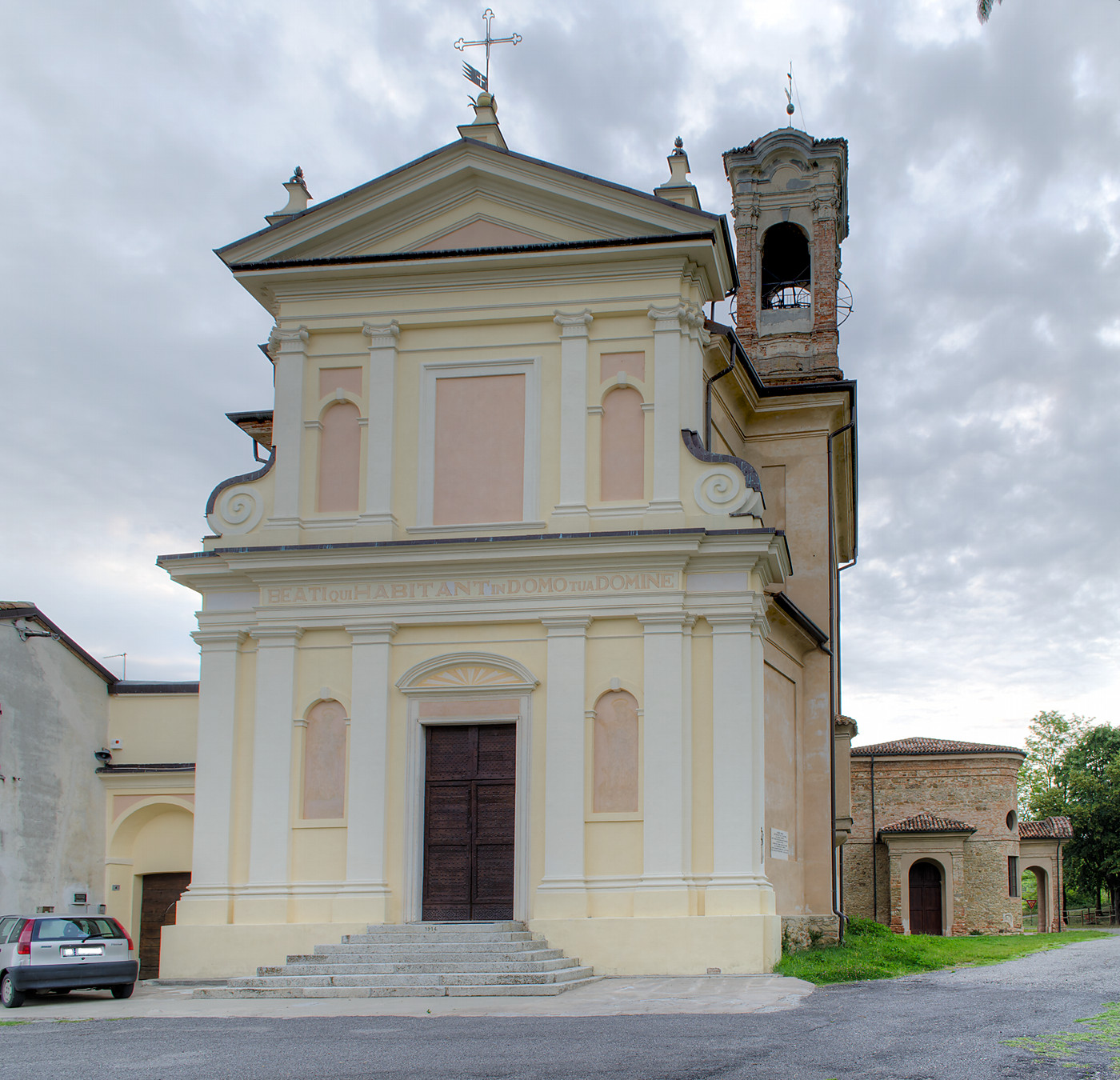
Chiesa di Santa Maria Assunta a Castagnara.

Pietra è citata nel diploma del 1164 con cui Federico I sottopose al dominio pavese gran parte dell'Oltrepò. Sotto i Pavesi, Pietra fu sede di podesteria o squadra, soggetta ben presto alla signoria della casata dei Sannazzaro, un ramo della quale fu detto appunto de Petra. I Sannazzaro, di fede guelfa, vi sostennero nel 1277 un duro assedio da parte dei ghibellini. Nel 1405 fu assegnata a Galvagno Beccaria, figlio di Messer Fiorello e di Filippina Sannazzaro, dopo l'esautorazione degli altri Sannazzaro. Rimase dunque a quella casata, per cui fu detta Preda Beccaria; passò poi, per eredità, ai Giorgi di Soriasco, detti anche Giorgi Beccaria. Estinta questa casata all'inizio del XVII secolo, il feudo fu acquistato dai Giorgi di Vistarino, da cui prese il nome attuale.
Nell'ambito del feudo di Pietra, oltre al comune del capoluogo esisteva anche il comune di Predalino, soppresso nel XVIII secolo. Predalino era un castello situato nella parte settentrionale del paese attuale, e il suo territorio comunale era costituito da una serie di terreni diffusi a "macchia di leopardo" nel territorio di Pietra.
Nel 1818 fu aggregato a Pietra de' Giorgi il comune di Pecorara, luogo noto fin dal XII secolo, in cui si trova la parrocchia di Castagnara estesa su tutto il territorio di Pietra. A Pecorara nel secolo precedente era stato unito il minuscolo comune di Montevico. Tanto Pecorara quanto Montevico non avevano fatto parte del feudo di Pietra ma di quello di Broni.

## Monumenti e luoghi di interesse
- Castello di Pietra de' Giorgi

## Società

### Evoluzione demografica
Abitanti censiti